# Glansflicksländor
Glansflicksländor (Lestidae) är en familj i underordningen flicksländor i ordningen trollsländor. Kännetecknande för familjen är att vingarna hos många arter hålls halvt utslagna vid vila, till skillnad från hos arterna i de andra familjer i underordningen flicksländor och jungfrusländor, som håller vingarna hopslagna vid vila. Ett annat kännetecken är det jämförelsevis långa vingmärket. Systematiken är omstridd och familjen har av olika biologer delats upp i mellan 8 och 12 släkten.